# Hans Diehl
Hans Robert Diehl (ur. 1913, zm. 28 maja 1947 w Landsberg am Lech) – zbrodniarz hitlerowski, członek załogi obozu koncentracyjnego Mauthausen-Gusen i  SS-Unterscharführer.
Członek SS o nrze identyfikacyjnym 85305. Członek personelu Mauthausen od grudnia 1940 do grudnia 1944, gdzie pełnił służbę w obozowym gestapo (Politische Abteilung). Brał aktywny udział w zbrodniach popełnianych na więźniach obozu, kierując rozlicznymi egzekucjami i wielokrotnie biorąc udział w okrutnych przesłuchaniach. Miał w zwyczaju torturować więźniów specjalnym biczem.
Skazany na karę śmierci w procesie załogi Mauthausen-Gusen (US vs. Johann Altfuldisch i inni) przez amerykański Trybunał Wojskowy w Dachau. Diehl został stracony przez powieszenie pod koniec maja 1947 w więzieniu Landsberg.